# Флорікан бенгальський
Флорікан бенгальський (Houbaropsis bengalensis) — вид птахів родини дрохвових (Otididae). Поширений у північній частині Індійського субконтиненту і, в невеликій кількості, в Камбоджі (переважно у провінції Кампонгтхом). Через швидку втрату середовища проживання вид перебуває під загрозою зникнення, і його популяція в останні роки стрімко скорочується.

## Опис
Самець у шлюбному вбранні має відмінні білі крила, які контрастують з оксамитно-чорними головою, грудьми і черевом. Задня частина тіла і хвоста коричнево-червонуватого кольору з темними плямами. На шиї і грудях має більші, декоративні пір'їни. Самиця має строкате, камуфляжне забарвлення. Ноги довгі і сильні, жовтого кольору.
Це невелика дрохва, що досягала 66-68 см у довжину і близько 55 см у висоту. Довжина крила 33,8-36,8 см. Вага тіла знаходиться в діапазоні 1,2-1,5 кг у самців і самиць — 1,7-1,9 кг.

## Спосіб життя
Мешкає на низинних луках і преріях покритих розсіяними чагарниками. На відміну від інших дрохв часто зустрічаються одинокі особини.
З березня по травень триває шлюбний період. Відкладають три-п'ять темних, плямистих яєць. Гніздування триває до серпня, коли молодь стає все більш незалежними.

## Живлення
У раціон входить насіння багатьох рослин, стебла, квіти та ягоди, а також комахи і ящірки.

## Таксономія
Houbaropsis bengalensis поділяється на два підвиди:
H. bengalensis bengalensis — на півдні Непалу, у північній і східній Індії.
H. bengalensis blandini  — південна Камбоджа, південний В'єтнам.

## Загрози
Бенгальський флорикан відноситься до зникаючих видів. Незважаючи на всі зусилля, щоб забезпечити його захист у Індії, Непалі та Камбоджі, популяція цього виду як і раніше скорочується. Число важко оцінити через потайливість життя цих птахів і їх сором'язливость. Тепер[коли?] стан популяції встановлено на рівні 350—1500 осіб. На відміну від багатьох інших видів дрохв, не може терпіти довгострокову присутність людини, а не пристосовані до життя в районах, які регулярно використовують для сільського господарства.